# Sowjetisches Atombombenprojekt

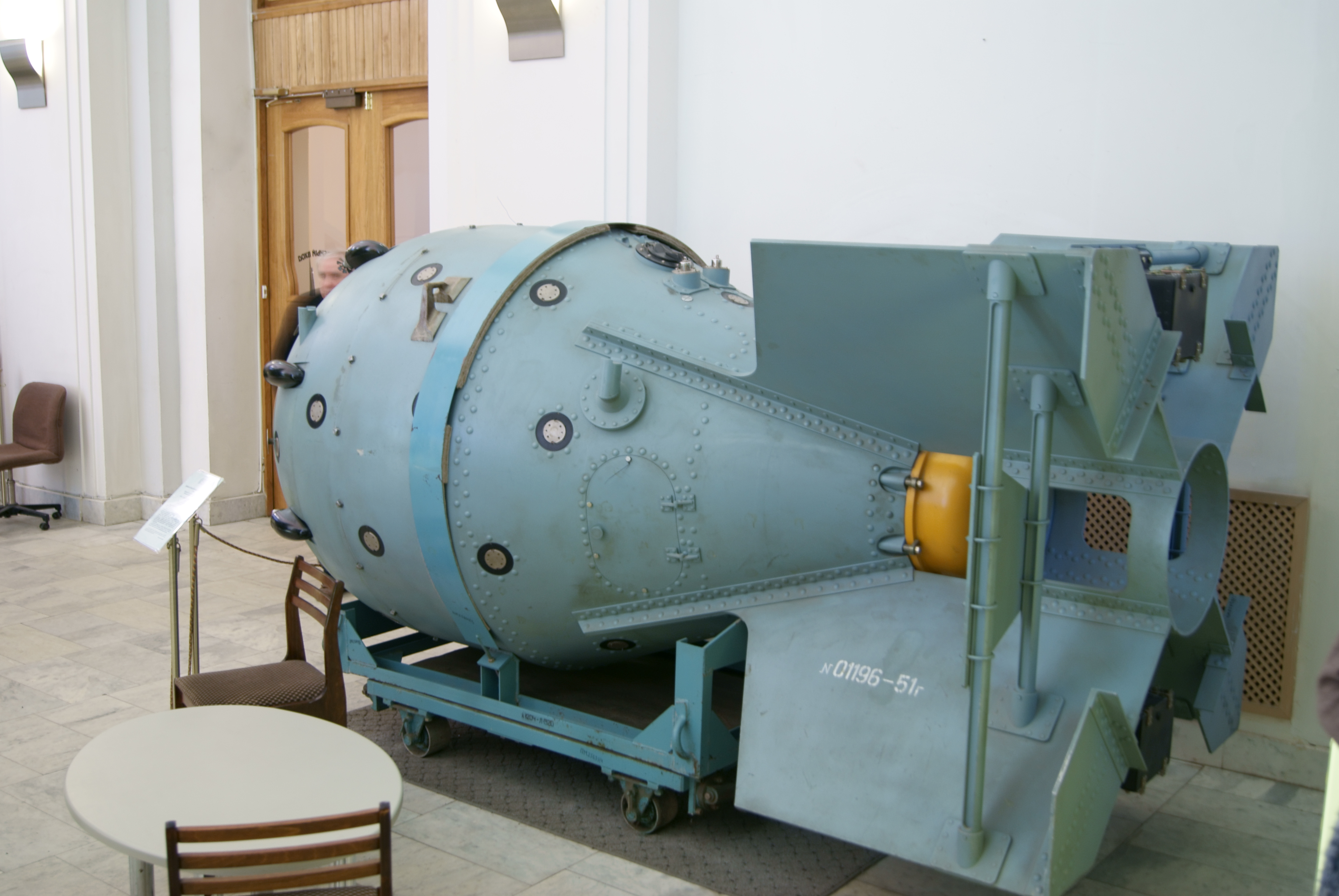
Modell der ersten sowjetischen Atombombe im Polytechnischen Museum Moskau

Das sowjetische Atombombenprojekt war die Reaktion der Sowjetunion auf das deutsche Uranprojekt und das US-amerikanische Manhattan-Projekt der 1930er und 1940er Jahre. Es begann Mitte der 1930er Jahre zunächst unter der Leitung von Abram Joffe und ab 1941 von Igor Kurtschatow. Das Projekt endete mit der ersten erfolgreichen Zündung einer sowjetischen Atombombe am 29. August 1949 und wurde 1950 zur Entwicklung einer Wasserstoffbombe wieder aufgenommen.

## Die Kernforschung in der Sowjetunion

### Beginn der Kernforschung
In Sowjetrussland begann 1917 die systematische Forschung zur Radioaktivität und Kernphysik. 1920 gründete man in Petrograd zu diesem Zweck an der Akademie der Wissenschaften ein Physikalisch-Technisches Institut (russisch Ленинградский физико-технический институт Leningradski fisiko-technitscheski institut; Abk. ЛФТИ, LFTI; dt.: PTI; inoffiziell kurz Физтех, Fistech). Unter der Leitung von Abram Joffe zog das Institut die erste Generation der Wissenschaftler an, die nach der Revolution von 1917 ausgebildet worden war – unter ihnen Igor Kurtschatow. Kurtschatow wurde 1903 geboren, graduierte 1923 und kam 1925 auf Einladung Joffes ans PTI. Bis zum Ende der 1920er Jahre wuchs das Institut beträchtlich und beschäftigte über 100 Wissenschaftler. Auf der Grundlage der modernen Physik forschten zwar auch die Universität in Moskau und das Radiuminstitut in Leningrad, doch besonders das Fistech stand im Austausch mit dem Ausland. Joffe verfügte über Kontakte nach Westeuropa, unter anderem nach Kopenhagen zu Niels Bohr und nach Cambridge zu Ernest Rutherford.

### Import westlichen Know-hows
Aufgrund des Rückstandes der Ende 1922 gegründeten Sowjetunion gegenüber den westlichen Ländern importierte die Staatsführung während des ersten Fünfjahresplanes westeuropäische und amerikanische Technik. Zum raschen Fortschritt der Kernphysik in der Sowjetunion trug entscheidend bei, dass Joffe mehr als 30 Forscher ins Ausland schickte und zahlreiche Gastwissenschaftler einlud. Kurz nach den revolutionären Entdeckungen in Westeuropa 1932 lud Joffe 1933 zur ersten All-Unionskonferenz über den Atomkern, bei der sich viele Wissenschaftler aus dem In- und Ausland trafen. Schon 1932 war Kurtschatow zu den Kernphysikern gewechselt. Mitte der 1930er Jahre zählte man die Gruppe um Kurtschatow international bereits zu den führenden Schulen der Kernphysik. Als 1938 die Aufsätze über die gelungene Kernspaltung eintrafen, begann man sofort mit der Wiederholung der Experimente. Die Physik hatte das Glück, die Säuberungswellen 1934 und 1938 fast unbehelligt zu überstehen. 1940 wurde eine Urankommission eingesetzt, um den latenten Mangel an Uran-235 zu beenden und die Institute zu versorgen. Auf der 5. All-Unionskonferenz vom 20. bis 26. November 1940 trafen sich über 200 Physiker. Ein Thema war der seit 1939 diskutierte Bau einer Atombombe, dessen Realisierung aber selbst die Optimisten erst 50 Jahre später erwarteten.

## Das Bombenprojekt

### Die Kernforschung während des Krieges
Nach dem deutschen Angriff auf die Sowjetunion im Sommer 1941 wurden die sowjetischen Kernphysiker durch die Staatsführung zunächst nicht vom Kriegsdienst freigestellt, was ihren bis dato geringen Stellenwert widerspiegelt. Das Fortschreiten des Bombenprojekts der Vereinigten Staaten und Gerüchte über ein deutsches Atomprojekt führten jedoch dazu, dass Stalin 1942 der Wiederaufnahme des Atomprogramms zustimmte. Kurtschatow wurde als Leiter der Forschung eingesetzt und bezog eindeutig für das Projekt Stellung. Die dreijährige Pause und der Publikationsstopp hatte die sowjetischen Forscher weit zurückgeworfen. Da in Kriegszeiten kein freier Austausch mit ausländischen Forschern stattfinden konnte, beschaffte der Geheimdienst NKWD die notwendigen Informationen und lieferte damit, in den Worten eines Forschers, „genau das, was den Physikern fehlte.“ Teile des Geheimdienstes arbeiteten ausschließlich für das Atomprojekt.
Trotzdem blieb es Kurtschatow, der den Weg zur ersten sowjetischen Bombe organisierte. Das Staatliche Verteidigungskomitee entschied am 28. September 1942 mit der Direktive Nr. 2352, ein Bombenprojekt zu starten. Dazu wurde am 10. März 1943 das Laboratorium Nummer 2 gegründet und Kurtschatow zum Direktor ernannt. Das Laboratorium hatte aber nur wenige Kilogramm Uran zur Verfügung, da die Sowjetunion erst 1945 mit der Eroberung von Ostdeutschland, Bulgariens und der Tschechoslowakei in Besitz von Uranquellen gelangte.
Obwohl die sowjetischen Forscher eine eigene Methode zur Isotopentrennung entwickelt hatten, kopierte man ein anderes, wahrscheinlich letztendlich ineffizienteres Konzept aus den USA. Misserfolge wurden in der Sowjetunion oft als Sabotage bezeichnet und meist mit der Todesstrafe geahndet. Die Physiker scheuten sich daher, die Ergebnisse der eigenen Grundlagenforschung zur praktischen Anwendung zu bringen.

### Aufbau einer Atomindustrie nach Ende des Krieges
Am Ende des Krieges war das Atomprojekt in einer Zwischenphase angelangt: Die theoretische Forschung lag auf amerikanischem Niveau und konnte experimentell nachvollzogen werden. Es fehlte dagegen die Möglichkeit der Produktion; also erschuf man in der nächsten Phase eine vollkommen neue Industrie, die Atomindustrie. Auch den anfänglichen Mangel an eigenen Uranvorkommen überwand man schließlich. Mit der Tschechoslowakei schloss die sowjetische Regierung einen Vertrag über die Ausbeutung ihrer Uranvorkommen. In Deutschland entsandte das NKWD ungefähr 30 Physiker auf eine Spezialmission, um verbliebene Experten – die sogenannten „Spezialisten“ – aufzuspüren und Uranlager zu entdecken. In Neustadt-Glewe fand eine Gruppe sowjetischer Wissenschaftler etwa 100 Tonnen Uranoxid, welches Deutschland in Belgien erbeutet hatte. Dieses deckte den Bedarf für den ersten russischen Forschungsreaktor vollauf und ermöglichte es laut Kurtschatow, den ersten Reaktor zur Plutoniumproduktion ein Jahr früher in Betrieb zu nehmen. Weiterhin wurde begonnen, in der sowjetischen Besatzungszone und anderen Staaten (u. a. Polen) unter sowjetischem Einfluss Uran für das sowjetische Atomprogramm zu fördern. Die in der sowjetischen Besatzungszone gegründete SAG/SDAG Wismut entwickelte sich zum wichtigsten Uranlieferanten für die Sowjetunion. Zwischen 1945 und 1950 setzten sich die Uranlieferungen für das sowjetische Kernwaffenprogramm wie folgt zusammen (Angaben in Tonnen):
| Jahr | UdSSR | SBZ/DDR | ČSR   | Bulgarien | Polen |
| ---- | ----- | ------- | ----- | --------- | ----- |
| 1945 | 14,6  |         |       |           |       |
| 1946 | 50,0  | 15,0    | 18,0  | 26,6      |       |
| 1947 | 129,3 | 150,0   | 49,1  | 7,6       | 2,3   |
| 1948 | 182,5 | 321,2   | 103,2 | 18,2      | 9,3   |
| 1949 | 278,6 | 767,8   | 147,3 | 30,3      | 43,3  |
| 1950 | 416,9 | 1224,0  | 281,4 | 70,9      | 63,6  |

Doch noch erhielt das Projekt nicht die höchste Priorität, weil die sowjetische Führung an seinem Erfolg zweifelte. Vor allem aber fehlte der sowjetischen Führung der Weitblick auf die strategische Bedeutung einer Atombombe in der Zukunft. Erst der Abwurf einer Atombombe durch die amerikanische United States Army Air Forces (USAAF) auf Hiroshima am 6. August 1945 verdeutlichte Stalin den engen Zusammenhang zwischen Bombe und Außenpolitik. Bereits am 20. August 1945 wurden ein Spezialkomitee und die Erste Hauptabteilung eingesetzt. Die Erste Hauptabteilung sollte das Atomprojekt leiten, das Spezialkomitee die gesamte Arbeit zur Nutzung der atomaren Energie. Alle wichtigen Entscheidungen erforderten Stalins Genehmigung. Die Verlagerung des Gewichts weg vom Militär setzte sich im Spezialkomitee fort: fast alle Mitglieder stammten aus der Administration, keines von den Streitkräften und nur zwei aus der Wissenschaft. Außerdem brachten das NKWD und einige Volkskommissariate ihre Mitarbeiter, Techniker und Ingenieure in das Atomprojekt ein.
Das Laborprojekt musste nun in eine Industrie umgeformt werden, denn Stalin verlangte die Atombombe so schnell wie möglich. Man entschied sich daher für den Bau einer Bombe nach dem Prinzip der über Nagasaki gezündeten amerikanischen Plutoniumbombe. Im Jahr 1945 traf die Regierung der Sowjetunion folgende wichtige Entscheidungen:
- die Einrichtung von zwei speziellen experimentellen Design-Büros in Leningrad (Kirow-Werk) für die Entwicklung von Geräten zur Anreicherung des Isotops Uran-235 durch Gasdiffusion
- der Beginn der Errichtung einer Diffusions-Anlage zur Anreicherung von Uran-235 im Mittleren Ural (nahe dem Dorf Werch-Neiwinski (Верх-Нейвинский), später Swerdlowsk-44, heute Nowouralsk)
- die Einleitung von Arbeiten zur Entwicklung eines Reaktors mit schwerem Wasser und Natururan
- die Wahl eines Standorts sowie die Errichtung einer Anlage zur Produktion von Plutonium

### Anteil deutscher „Atom-Spezialisten“
Ebenso wie von den USA wurde nach dem Zweiten Weltkrieg zunächst eine Gruppe von knapp 100 deutschen „Atom-Spezialisten“ aus der sowjetischen Besatzungszone mit ihren Familien in die Sowjetunion gebracht. Zudem wurden technische Anlagen des deutschen Uranprojektes unter anderem beim Kaiser-Wilhelm-Institut für Physik, beim Kaiser-Wilhelm-Institut für Chemie, in den Elektro-Labors der Firma Siemens und beim Physikalischen Institut des Reichspostministeriums demontiert. Insgesamt wurden drei der vier deutschen Zyklotrone sowie starke Magnete, Elektronenmikroskope, Oszilloskope, Transformatoren und ultra-präzise Instrumente in die UdSSR gebracht. Ab Juli 1945 wurde am Physikalisch-Mathematischen Institut in Sochumi am Schwarzen Meer durch deutsche Techniker und Wissenschaftler Verfahren zur Trennung der Uranisotope sowie der Entwicklung von Messmethoden zur Bestimmung des Trennungsgrades weiterentwickelt. Dort entwickelten unter dem Institutsleiter Manfred von Ardenne, Gustav Hertz, Peter Adolf Thiessen, Gernot Zippe und Max Steenbeck verschiedene Verfahren zur Isotopentrennung.
Max Steenbeck leitete dabei eine Gruppe zur Uran-Anreicherung. Er entwickelte nach erfolglosen Versuchen mit verschiedenen Trennverfahren ab Ende 1947 die Idee einer Gaszentrifuge zur Isotopentrennung. Diese herausragenden Arbeiten brachten die Sowjetunion in den Besitz der damals modernsten Isotopen-Trenntechnologie.
Zudem übernahm der deutsche Chemiker Max Volmer in Norilsk zusammen mit Victor Bayerl  und Gustav Richter im Rahmen des russischen Atomprojektes die Aufgabe, eine Anlage zur Herstellung von Schwerem Wasser zu errichten, einer Voraussetzung für die Plutoniumproduktion durch Natururanreaktoren.

### Zündung der Bombe
Ab Juni 1946 machte das sowjetische Projekt rasante Fortschritte: metallisches Uran wurde produziert, man plante den ersten Reaktor zur Produktion von Plutonium, ein Trennwerk und ein Waffenlabor. Am 25. Dezember 1946 wurde der erste experimentelle Atomreaktor F1 am Stadtrand von Moskau das erste Mal kritisch. Beschickt wurde er größtenteils mit dem in Deutschland erbeuteten Uran aus Belgien, welches wiederum aus der damaligen Kolonie Belgisch-Kongo stammte. Den Plan der Vereinigten Staaten, eine Atomagentur einzurichten, lehnte die sowjetische Regierung als Versuch ab, deren Monopol zu sichern.
Der erste Reaktor zur industriellen Produktion von Plutonium wurde im Juni 1948 in Tscheljabinsk-40 (Chemiekombinat Majak) in Betrieb genommen.
Schneller als man im Bericht geschätzt hatte, erklärte Kurtschatow die erste sowjetische Atombombe für einsatzbereit. Während der Berlinblockade 1948 war der Abschreckungseffekt der Atombombe zum ersten Mal zu erkennen. Dies war der Startschuss für das atomare Wettrüsten der kommenden Jahrzehnte. Die erste sowjetische Kernwaffe RDS-1 wurde am 29. August 1949 um 7 Uhr Ortszeit auf dem Testgelände Semipalatinsk in der Kasachischen SSR gezündet. Die Waffe entsprach weitestgehend dem amerikanischen Fat-Man-Design. In den folgenden Jahren begannen beide Staaten den Kalten Krieg mit ihren Wissenschaftlern auch in der Internationalen Atomenergiekommission zu führen.

### Zwangsarbeit und Geheimstädte
Da Stalin die Bombe so schnell wie möglich wollte, beachtete niemand den unverhältnismäßig hohen Material-, Geld- und Ressourcenaufwand. In der geforderten Menge konnten diese nur mit Hilfe von Zwangsarbeit gewonnen werden.
Mit der Atomindustrie breitete sich das Projekt, und damit auch die Verbindung von Wissenschaft und Zwangsarbeit, schnell über weite Teile der Sowjetunion aus: Reaktoren, Labore, Werkstätten, Bergwerke. Da die Entwicklung der Bombe die gesamte Zeit über ein sehr sensibles Projekt war, entstanden ganze Geheimstädte, neben Arsamas-16 (heute Sarow) auch Tscheljabinsk-40 (heute Osjorsk bzw. Chemiekombinat Majak) und ein Dutzend anderer. Die Städte lagen tief im Innern der Sowjetunion, um sie gegen Angriff und Spionage zu schützen.
Arsamas-16 wurde unweit eines Arbeitslagers gegründet und am 17. Februar 1947 zur „geschlossenen Zone“ erklärt. Mit Hilfe von Zwangsarbeitern baute man in kurzer Zeit die gesamte Infrastruktur auf, so wurde zum Beispiel am 9. April 1946 das Konstruktionsbüro-11 (KB-11) gegründet, in dem man die Experimentalphysiker sammelte. In Arsamas-16 lebten die Forscher auf 250 km² – selbst umzäunt von Stacheldraht und mit Ausgangsverbot. Sie wurden bewacht und überwacht: „Berias Leute waren überall.“ Das Atomprojekt bediente sich einer ungeheuren Masse von Zwangsarbeitern, Männern und Frauen. Allein in Tscheljabinsk-40 arbeiteten 70.000 Gefangene. Es wird geschätzt, dass in der Atomindustrie insgesamt zwischen 300.000 und 460.000 Menschen beschäftigt wurden, etwa drei Viertel davon in den Bergwerken, doch auch in der Konstruktion, Produktion und Forschung.

### Umweltverschmutzung
Die Gulag-Häftlinge erhielten in den Uranbergwerken hohe Strahlendosen, in hohem Ausmaß belastete man die Umwelt mit radioaktiven Stoffen und belastete die Bevölkerung über die Flüsse, die Luft und die Nahrung. Aus dem verantwortungslosen Umgang mit radioaktiven Stoffen können sich für den Menschen erhöhte Gesundheitsrisiken bis hin zu tödlichen Strahlendosen ableiten. Bereits 1941 hatte die MAUD-Kommission in Großbritannien die Gefahr durch Radioaktivität für das menschliche Leben festgestellt und die sowjetischen Wissenschaftler kannten den Bericht. Trotzdem evakuierte man die Bevölkerung erst unmittelbar vor dem ersten Test der Wasserstoffbombe, weil Kurtschatow es schlicht vergessen hatte.
1957 geschah in der kerntechnischen Anlage Majak mit dem Kyschtym-Unfall der bisher größte Nuklearunfall neben der Nuklearkatastrophe von Tschernobyl (1986) und der Nuklearkatastrophe von Fukushima (2011).

## Die Entwicklung einer Wasserstoffbombe

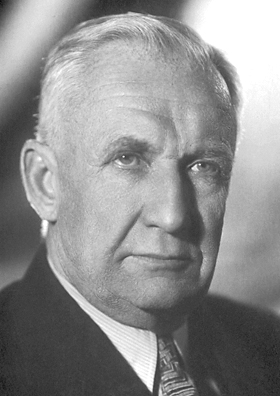
Igor Tamm, 1958

Als Reaktion auf die Entscheidung der USA, an allen Formen von Kernwaffen zu forschen, wurde auch in der UdSSR beschlossen, an Wasserstoffbomben zu arbeiten. Diesem neuen Projekt wurde mit einer Resolution des Ministerrates der UdSSR am 26. Februar 1950 zu „Arbeiten zum Bau von RMS-6“ formaler Ausdruck verliehen. Kurtschatow bat Igor Tamm, bei der Entwicklung der Wasserstoffbombe zu helfen. Dieses Projekt erhielt auf Grund des erneuten amerikanischen Vorsprungs auf dem Gebiet Priorität nach dem erfolgreichen Atombombenprojekt. Mit Tamm band Kurtschatow die Moskauer Schule an das Projekt und gewann damit herausragende Theoretiker, darunter auch Andrei Sacharow. Tamms Gruppe wechselte im Frühjahr 1950 nach Arsamas-16. Schnell erarbeitete sie alternative Vorschläge für den Bau der Wasserstoffbombe. Anders als die Atombombe war die Wasserstoffbombe eine eigene Entwicklung der sowjetischen Wissenschaft. Nach erfolgreichen Tests einer verbesserten Kernspaltungswaffe, die Plutonium und hochangereichertes Uran verwendete, zündete die UdSSR am 12. August 1953 um 7:30 Uhr eine RMS-6 mit 400 kT Sprengkraft. Diese Bombe war transportabel entworfen worden, während es sich bei dem bereits stattgefundenen amerikanischen Test um einen experimentellen, nicht transportablen Fusionsprengsatz handelte. Allerdings ließ das sowjetische Design (Sloika-Design; „Sacharows 1. und 2. Idee“) nur eine begrenzte Sprengkraft zu.
Der Ministerrat ordnete die Entwicklung einer verbesserten Fusionswaffe mit mehr als 1 MT Sprengkraft bis Ende 1954 an. Sacharow erkannte, dass dies nicht zu schaffen sei, während die USA am 1. März 1954 beim Test Castle Bravo eine Waffe mit 15 MT Sprengkraft zündeten.
Im Frühjahr 1954 entwickelte Sacharow zusammen mit Kollegen seine „dritte Idee“, welche dem amerikanischen Teller-Ulam-Entwurf entsprach. Am 23. November 1955 testete man diesen Entwurf zum ersten Mal. Die RDS-37 genannte Waffe wurde von einer Tu-16 um 9:47 Uhr über dem Semipalatinsker Testgelände abgeworfen und detonierte in 1550 Metern Höhe mit 1,6 MT Sprengkraft. Testdirektor war Kurtschatow persönlich. Die Bombe sollte bereits am 20. November abgeworfen werden, aber kurz vor dem Zielpunkt kehrte das Flugzeug aufgrund von Technik- und Wetterproblemen um und landete mit der Bombe in der Nähe von Semipalatinsk. Der Sprengkopf der ersten sowjetischen Interkontinentalrakete R-7 basiert auf dem getesteten Modell. Kurtschatow, der in Folge für eine ausschließlich friedliche Nutzung der Atomkraft eintrat, wird mit den Worten zitiert, er würde von seinen Posten zurücktreten, sollte es einen weiteren Test wie 1953 und 1955 geben.

## Personen
Sowjetische Mitarbeiter:

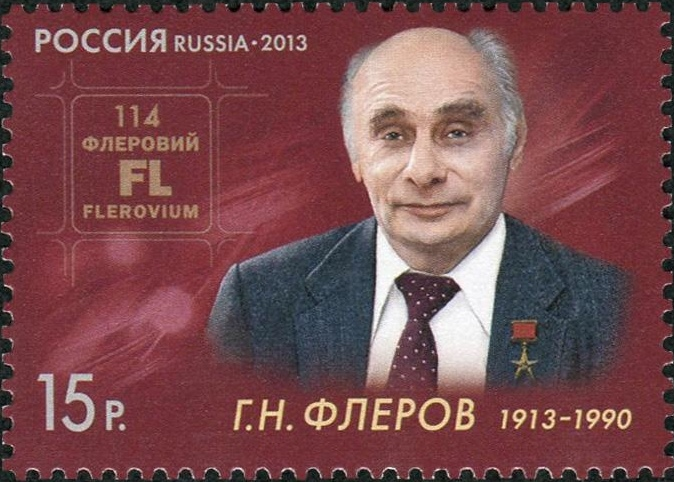
Russische Sondermarke, herausgegeben anlässlich des 100. Geburtstages von Fljorow

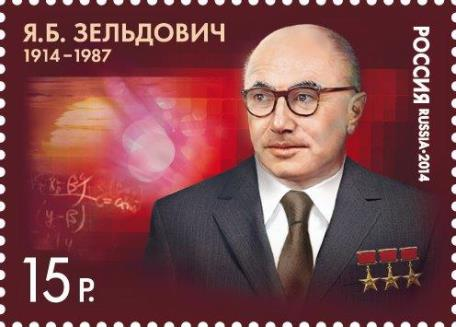
Jakow Seldowitsch

- Igor Wassiljewitsch Kurtschatow, sowjetischer Physiker und Leiter des sowjetischen Atombombenprojekts
- Georgi Nikolajewitsch Fljorow, sowjetischer Physiker, Mitarbeiter der Arbeitsgruppe von Kurtschatow am Leningrader Physikalisch-Technischen Institut
- Lew Andrejewitsch Arzimowitsch, sowjetischer Physiker, unter seiner Leitung wurde in der UdSSR eine elektromagnetische Methode zur Isotopentrennung entwickelt.
- Juli Borissowitsch Chariton, sowjetischer Physiker, erster wissenschaftlicher Direktor des geheimen Nuklearwaffen-Forschungszentrums in Sarow (Russland) mit dem Tarnnamen Arzamas-16, das 1946 gegründet wurde.
- Andrei Dmitrijewitsch Sacharow, sowjetischer Physiker
- Jakow Borissowitsch Seldowitsch, sowjetischer Physiker, von 1939 bis 1940 entwickelte er zusammen mit Juli Chariton die für die Sowjetunion fundamentalen Arbeiten zur Theorie der nuklearen Kettenreaktionen.
- Jekaterina Alexejewna Feoktistowa, Sprengstoffexpertin
- George Abramowitsch Koval, sowjetischer Nachrichtendienstoffizier, nach Angaben der russischen Regierung beschaffte Koval Informationen zu Prozessen und Produktionsvolumina von US-Produktionsanlagen zur Herstellung von Polonium, Plutonium und Uran für US-amerikanische Atomwaffen. Mit den von Koval gelieferten Erkenntnissen konnte die Entwicklungszeit der sowjetischen Atombombe wesentlich reduziert werden.
- Pawel Anatoljewitsch Sudoplatow, hochrangiger Mitarbeiter des sowjetischen Geheimdienstes NKWD. Leitende Funktion im sowjetischen Atombomben-Projekt, wo er vornehmlich Koordinationsaufgaben wahrnahm.

Deutsche und andere ausländische Mitarbeiter:
- Klaus Fuchs, deutsch-britischer Kernphysiker, sowjetischer Spion beim Manhattan-Projekt
- Nikolaus Riehl russisch-deutscher Nuklearchemiker
- Robert Döpel, deutscher Physiker
- Heinz Pose, deutscher Physiker. Er spielte in der Nachkriegszeit eine Rolle im Sowjetischen Atombombenprojekt.
- Gustav Hertz, deutscher Physiker
- Heinz Barwich, deutscher Kernphysiker
- Werner Hartmann, deutscher Physiker und Elektrotechniker
- Fritz Bernhard, deutscher Physiker
- Karl Günther Zimmer, deutscher Physiker und Radiologe
- Justus Mühlenpfordt, deutscher Physiker
- Werner Schütze, deutscher Physiker
- Reinhold Reichmann, deutscher Physiker
- Gustav Richter, Herstellung von Schwerem Wasser
- Werner Czulius, deutscher Physiker
- Hans Jürgen von Oertzen (1907–1983)[13]
- Josef Schintlmeister, (1908–1971), österreichischer Kernphysiker
- Ernst Rexer, deutscher Physiker
- Carl Friedrich Weiss, deutscher Physiker
- E. Ortmann
- A. Baroni
- Herbert Schmitz
- Manfred von Ardenne, deutscher Naturwissenschaftler, Forscher in der angewandten Physik, Elektronik und Medizin
- Peter Adolf Thiessen, deutscher Chemiker
- Gernot Zippe, Physiker und Erfinder einer Gaszentrifuge
- Max Steenbeck, deutscher Physiker, entwickelte zusammen mit Gernot Zippe eine Gaszentrifuge zur Trennung von Uran-Isotopen
- Victor Bayerl, deutscher Physikochemiker[14]

### Englisch
- David Holloway: Stalin and the Bomb. The Soviet Union and Atomic Energy, 1939–1956. Yale University Press, New Haven/London 1994, ISBN 978-0-300-06664-7.
- Paul R. Josephson: Red Atom: Russia's Nuclear Power Program From Stalin to Today. Freeman, New York 2000.

## Film
- Filmagentur Dialog: Arsamas-16, Mitteldeutscher Rundfunk (1996).